# ZEAG Energie

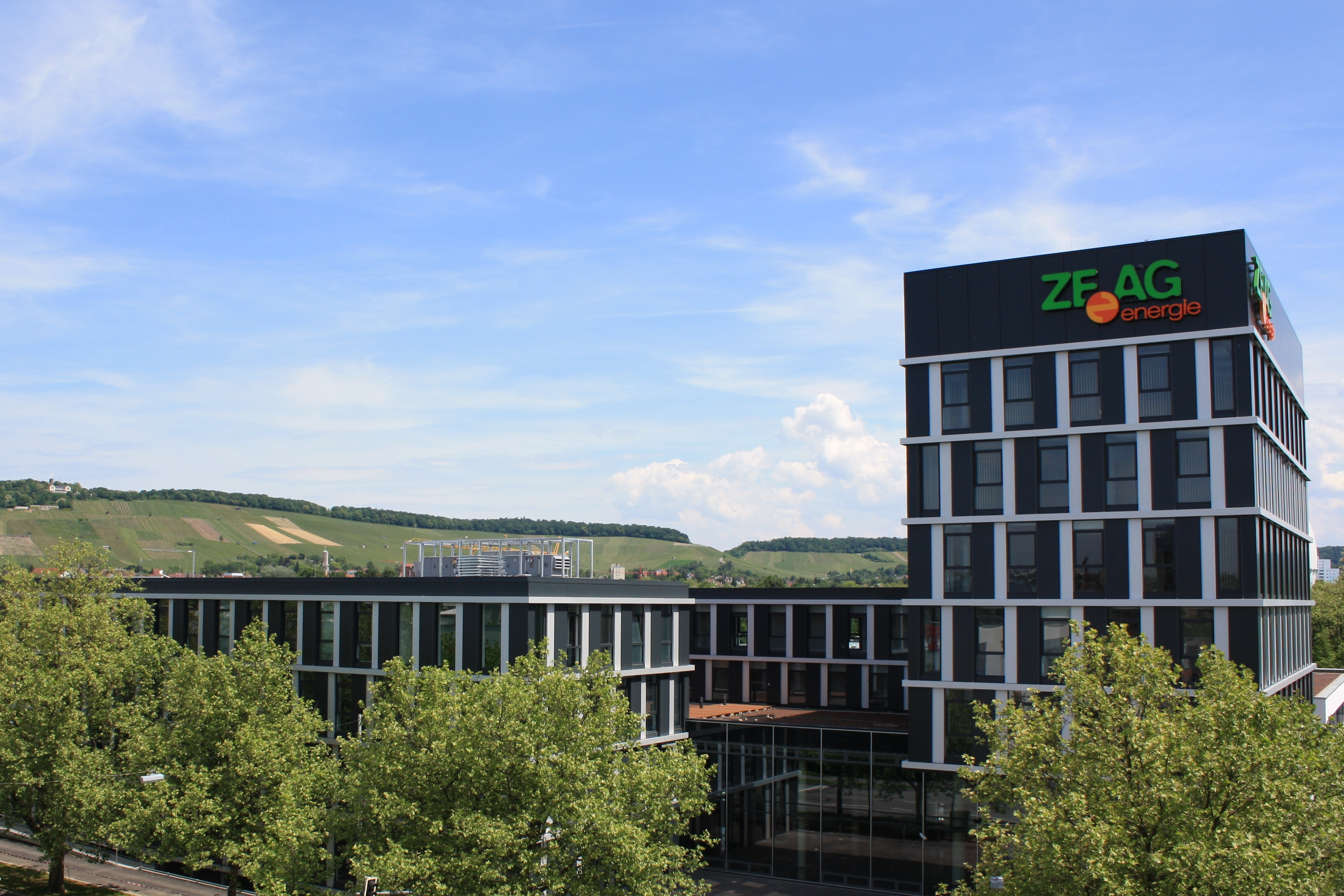
Sitz der ZEAG Energie AG in Heilbronn

Sammelaktie über 10000 RM des Württemb. Portland-Cement-Werks zu Lauffen a. N. vom Februar 1929

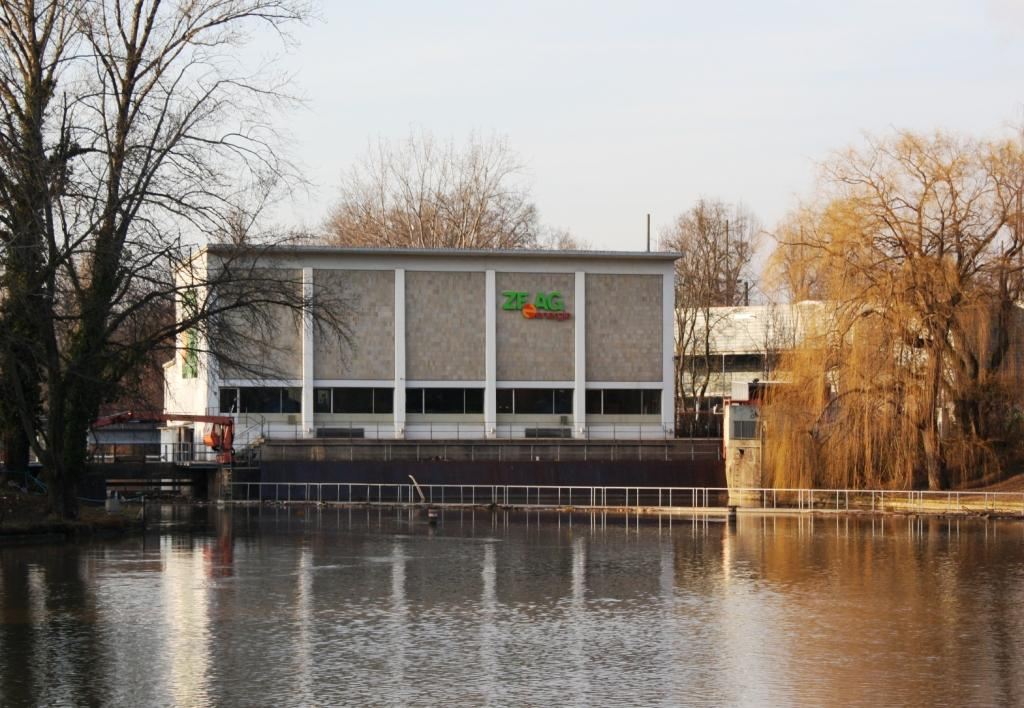
Wasserkraftwerk der ZEAG Energie AG (Neckarkraftwerk) in Heilbronn

Altes ZEAG-Logo

Die ZEAG Energie AG mit Sitz in Heilbronn ist einer der ältesten deutschen Energieversorger und befindet sich im Mehrheitsbesitz der EnBW AG.

## Unternehmensprofil
Das Unternehmen war ursprünglich ein Zementwerk (der Name ist das Kürzel aus Zementwerk Lauffen Elektrizitätswerk Heilbronn Aktiengesellschaft) und war der weltweit erste kommerzielle Anbieter von fernübertragenem Drehstrom. Die Stammaktien des Unternehmens werden über Valora Effekten Handel gehandelt (ISIN: DE0007816001)
Mehrheitsaktionär der ZEAG ist die EnBW. Die ZEAG ihrerseits hielt bis Anfang 2020 über die EnBW-Tochter EnKK (EnBW Kernkraft GmbH) Anteile an den Atomkraftwerken Obrigheim, Philippsburg und Neckarwestheim, ist Inhaber der Gasversorgung Unterland GmbH, vertreibt die Energie der Wasserkraftwerke in Heilbronn, Horkheim und Lauffen am Neckar sowie betreibt einen Windpark im Harthäuser Wald.

## Geschichte
Auf Initiative des Zementforschers Wilhelm Michaëlis wurde die Aktiengesellschaft am 9. Dezember 1888 von 29 Herren in der Festhalle Harmonie in Heilbronn unter dem Namen Württembergisches Portland Cement-Werk zu Lauffen a. N. gegründet. Das Grundkapital betrug 1,5 Millionen Goldmark. Ursprünglicher Betriebszweck war die Fabrikation von Portlandzement in Lauffen am Neckar, was neben der Stromerzeugung bis 2003 auch aufrechterhalten wurde.
1890 erwarb das Unternehmen eine auf 50 Jahre abgeschlossene Konzession mit der Stadt Heilbronn zur Erzeugung von elektrischer Energie. 1891 wurde anlässlich der Internationalen Elektrotechnischen Ausstellung bei der Drehstromübertragung Lauffen–Frankfurt erstmals Drehstrom über eine Strecke von 175 km übertragen. Der in Lauffen erzeugte Strom betrieb in Frankfurt am Main 1000 Glühlampen und die Pumpe eines künstlichen Wasserfalls. Nach der Ausstellung wurden von dem Kraftwerk in Lauffen der Lauffener Stadtteil Städtle und die nahe Oberamtsstadt Heilbronn versorgt.
Seitdem installierte das Unternehmen weitere Kraftwerke und baute ihr Einzugsgebiet im Umkreis weiter aus. 1898 wurde in Heilbronn ein Dampfkraftwerk in Betrieb genommen. 1910 erwarb die ZEAG die Konzession für Kirchheim am Neckar, 1912 für Lauffen am Neckar und Neckarwestheim. Neben der Stromerzeugung wurde auch die Zementproduktion ausgeweitet.
1922 wurde die Stadt Heilbronn Mehrheitseigner. 1941 wurde in Lauffen eine Neckarstaustufe mit neuem Wasserkraftwerk eröffnet. Beim Wiederaufbau nach dem Zweiten Weltkrieg kam 1956 das Heilbronner Wasserkraftwerk hinzu. Bei der Inbetriebnahme des Kernkraftwerks Obrigheim im Jahr 1968 hatte die ZEAG daran einen Anteil von 1,7 %. 1976 folgte eine Beteiligung von 3,2 % am Kernkraftwerk Neckarwestheim, später eine weitere Beteiligung von 2,8 % an dessen zweitem Block. 1980 benannte sich das Unternehmen in Zementwerk Lauffen – Elektrizitätswerk Heilbronn AG um. 1986 erfolgte gemeinsam mit der EVS die Gründung der Gasversorgung Unterland GmbH. 1994/95 erwarb die ZEAG von der KAWAG die Stromversorgung in mehreren Heilbronner Stadtteilen.
1999 erwarb die aus EVS und Badenwerk AG fusionierte EnBW einen Anteil an der ZEAG, 2002 dann für 159,1 Mio. Euro auch den 50,1 %-Anteil der Stadt Heilbronn, womit die EnBW Mehrheitseigner der ZEAG war, die ihrerseits im Jahr 2003 alleiniger Eigner der Gasversorgung Unterland GmbH wurde. Ab 2003 wurde die Zementerzeugung aufgegeben, indem das Zementwerk in Lauffen an die in Süddeutschland tätige Märker-Gruppe verpachtet und 2004 an diese verkauft wurde. Im selben Jahr änderte sie ihren Namen erneut in ZEAG Energie AG. Zum 1. Juli 2007 wurde das Stromverteilnetz der ZEAG und das Gasverteilnetz der Gasversorgung Unterland an die Tochtergesellschaft NHF Netzgesellschaft Heilbronn-Franken mbH verpachtet.

## Werkbahn
Zwischen 1939 und 1983 existierte eine 600-mm-spurige elektrifizierte Werkbahn zwischen dem Zementwerk in Lauffen und dem Steinbruch in Neckarwestheim für den Transport der Steine. Die Strecke verlief weitgehend am östlichen Neckarufer. Auf dem Gelände des Steinbruchs wurde das Kernkraftwerk Neckarwestheim errichtet.